# Diskriminationspunkt
Als Diskriminationspunkt (oder auch: uniqueness point) bezeichnet man im Rahmen des Kohortenmodells in der Psycholinguistik den Punkt in einer Lautkette („Wort“), an dem ein Hörer das Lexem eindeutig bestimmen kann.
Bei der Worterkennung kommt dem Hörer zur schnelleren Entscheidung die Eigenschaft vieler Worte zugute, ein redundantes Ende zu haben.
- Beispiel:
 An einem Vergleich der beiden Wörter Erdbeere und Erdbeben soll veranschaulicht werden, wann der Diskriminationspunkt erreicht ist:

| Erdbeere    | Erdbeben     |
| ----------- | ------------ |
| ['ɛɐ̯tbeːʁə] | ['ɛɐ̯tbeːbən] |

Wenn ein Hörer nun den Wortanfang ['ɛɐ̯tbeː] isoliert hört, kann er noch nicht entscheiden, ob es sich bei dem gehörten Wort um Erdbeere oder Erdbeben handelt. Das Kohortenmodell geht davon aus, dass beide Einträge im mentalen Lexikon „aktiviert“ werden, das heißt miteinander konkurrieren. Erst mit dem folgenden Laut ist der Diskriminationspunkt erreicht, da hier die disambiguierende Information zugänglich wird. Diese Darstellung ist vereinfacht, da es innerhalb einer Sprache häufig mehr als zwei konkurrierende Einträge im mentalen Lexikon gibt. Bei vielen Wörtern ist der Diskriminationspunkt auch erst mit der letzten lautlichen Einheit erreicht. Die Wörter Kabine und Kabinett sind, abgesehen von der Betonung, bis [kabiːn] nicht zu unterscheiden. Erst mit dem folgenden Schwa ([⁠ə⁠]) bleibt nur noch Kabine als mögliches Wort übrig.